# Christian Schroeder (Politiker, 1976)

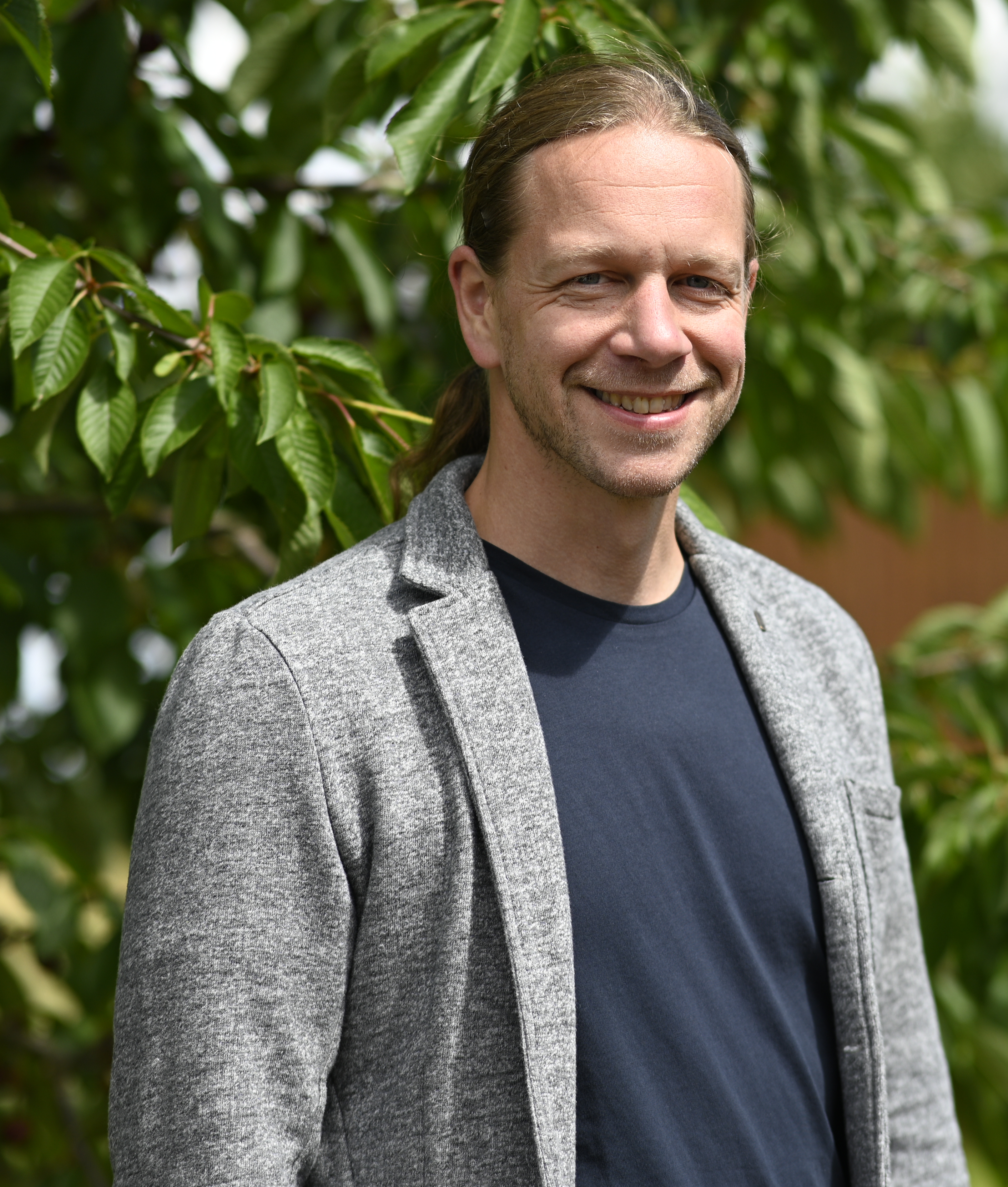
Christian Schroeder, 2022

Christian Schroeder (* 16. Juni 1976 in Wittingen) ist ein deutscher Politiker (Bündnis 90/Die Grünen). Seit 2022 ist er Abgeordneter des Niedersächsischen Landtags.

## Leben
Schroeder legte 1993 den Sekundarabschluss I an der Realschule in Wittingen ab. Anschließend absolvierte er von 1993 bis 1997 eine Berufsausbildung zum Energieelektroniker. Daraufhin leistete er von 1997 bis 1998 Zivildienst. Von 1998 bis 2001 absolvierte er eine Ausbildung zum Koch. Nach deren Abschluss war er als Koch angestellt. Seit 2004 ist er geschäftsführender Inhaber eines Gasthauses im Wittinger Ortsteil Rade.
Schroeder ist verheiratet, hat zwei Kinder und lebt in Wittingen.

## Politik
Schroeder ist Mitglied von Bündnis 90/Die Grünen. Seit 2016 ist er Mitglied des Stadtrats von Wittingen und Vorsitzender der dortigen Grünen-Fraktion. Ebenfalls seit 2016 ist er Mitglied des Kreistags des Landkreises Gifhorn, seit 2021 als Vorsitzender der Grünen-Fraktion.
Bei der Landtagswahl in Niedersachsen 2017 und bei der Landtagswahl in Niedersachsen 2022 kandidierte Schroeder im Landtagswahlkreis Gifhorn-Nord/Wolfsburg, verfehlte jedoch beide Male den Einzug in den Landtag. Nach der Bildung des Kabinetts Weil III und dem Mandatsverzicht dreier grüner Minister rückte er am 30. November 2022 über Platz 26 der Landesliste der Grünen in den Landtag nach.
Für die Grünen-Fraktion im Niedersächsischen Landtag ist Schroeder Sprecher für Tourismus, Verbraucherschutz, Ernährung, Tierschutz, Jagd und Forstwirtschaft. Er ist ordentliches Mitglied im Ausschuss für Ernährung, Landwirtschaft und Verbraucherschutz, im Unterausschuss für Tourismus und im Unterausschuss für Häfen und Schifffahrt. Außerdem ist er stellvertretendes Mitglied im Ausschuss für Wirtschaft, Verkehr, Digitalisierung und Bauen.